# Marthe Lambert
Marthe Lambert (verheiratete Djian; * 6. März 1936 in Paris) ist eine ehemalige französische Weitspringerin, Hürdenläuferin und Fünfkämpferin.
1954 wurde sie bei den Europameisterschaften in Bern Achte im Fünfkampf.
Bei den Olympischen Spielen 1956 in Melbourne wurde sie Fünfte im Weitsprung und erreichte über 80 Meter Hürden das Halbfinale.
1958 wurde sie bei den Europameisterschaften in Stockholm Zehnte im Weitsprung und schied über 80 Meter Hürden im Halbfinale aus.
Je zweimal wurde sie Französische Meisterin im Weitsprung (1956, 1958) und über 80 Meter Hürden (1956, 1958) und einmal im Fünfkampf (1955).
Sie ist mit dem Mittelstreckenläufer René Djian verheiratet.

## Persönliche Bestleistungen
- 80 m Hürden: 11,1 s, 27. November 1956, Melbourne
- Weitsprung: 6,13 m, 21. August 1958, Stockholm (ehemaliger französischer Rekord)
- Fünfkampf: 4203 Punkte, 25. August 1954, Bern